# Phalonidia lochites
Phalonidia lochites es una especie de polilla del género Phalonidia, categorizada en la tribu Cochylini, de la subfamilia Tortricinae.
Fue descrita por Razowski en 1993 y publicada en Acta zool. cracov. 36: 165. Se distribuye por América del Sur: Perú, en la ciudad de Chalhuanca, departamento de Apurímac.